# Francisco Meneses Osorio
Francisco Meneses Osorio (Sevilla, c. 1640 – ibídem, enero de 1721) fue un pintor español. Su obra es la que mejor continuó con el estilo de Bartolomé Esteban Murillo.

## Biografía

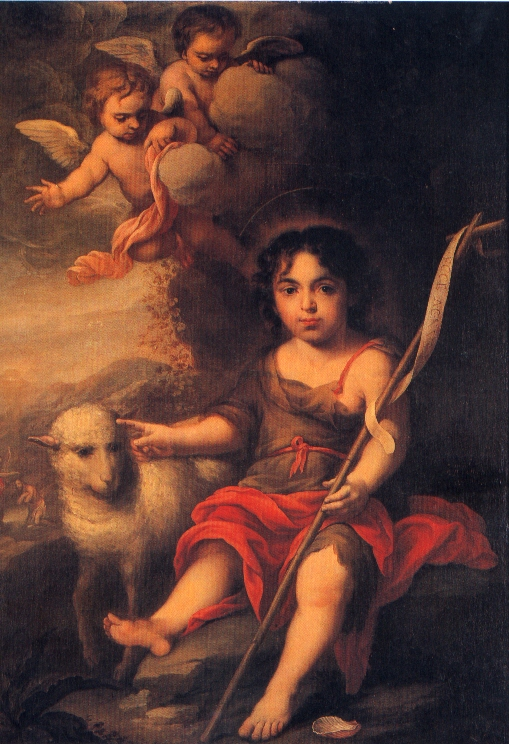
San Juan Bautista niño. Museo de Bellas Artes de Sevilla.

Se desconoce quién fue su maestro y en qué taller se formó. En el año 1666 ya figura plenamente integrado entre los pintores de Sevilla. En esa misma fecha figura que tomó parte en una almoneda pública de los bienes del escultor José de Arce y, en ese mismo año, ya formaba parte de la Academia de Pintura que había sido fundada por Murillo, Herrera y Valdés Leal en 1660. Donó a la academia un cuadro de la Inmaculada Concepción. En 1668 fue nombrado mayordomo de esta academia. No obstante, la abandonó en torno a 1673.
En torno a 1666 se casó con Ana Ponce de Vargas y Benjumea. En 1670 se trasladó en una casa propia en la calle Cañaverería del collación de San Martín, con su esposa, su hermana, Antonia Osorio, y su madre, Isabel Osorio. Posteriormente adquirió otras casas en la collación de San Martín, en la calle Barrera de San Francisco de Paula, en la calle Alonguerra, en el corral de Miguel Sid y en la calle Amor de Dios. En 1671 nació su primer hijo, Nicéforo. En este mismo barrio nacieron, posteriormente, los siguientes hijos: Leonardo José, Agustina María Josefa, Gerónimo Laureano, Isabel Hipólita, Nicolasa Josefa y Teresa Laura. Leonardo José y Gerónimo Laureano, probablemente, murieron en la infancia. En torno a 1702, Meneses se trasladó con su familia a otra casa en la collación de San Miguel.
Probablemente, Nicéforo se hizo sacerdote y, antes de 1680, Meneses fundó una capellanía para este hijo con una donación de 50 ducados. Meneses de su padre tres casas en Morón de la Frontera, de las cuales logró rentas con las que pagaba misas en la capellanía de su hijo. En 1698, Nicéforo ya se había traslado a América. Agustina no llegó a contraer matrimonio, pero sus otras tres hijas lo hicieron entre 1710 y 1711.
A partir de 1667 empezó a ejercer de maestro de pintura, siendo su primer alumno Sebastián Millán. Posteriormente, fueron alumnos suyos José Antonio Largo (o Sargo) y Pedro Muñoz. Su principal discípulo fue Juan Francisco Garzón, que, tras su periodo de aprendizaje, siguió colaborando con su maestro. Vivió en la casa de Meneses entre 1673 y 1677.
Meneses perteneció a varias cofradías de Sevilla y a la Orden Tercera de San Francisco.

## Obra
- Pinturas del retablo de Santa Catalina de la iglesia de los Capuchinos de Cádiz. Fueron comenzadas por Murillo y, tras su muerte en 1682, fueron continuadas por Meneses.[10]
  - Desposorios de santa Catalina. Museo de Cádiz. Era el cuadro central del retablo. Este cuadro fue realizado por Murillo y Meneses. Se desconoce qué parte fue realizada por Meneses aunque, probablemente, realizase los ángeles.[10]
  - San José con el Niño. Museo de Cádiz. Se inspiró en un dibujo de Murillo conservado en la Biblioteca Nacional de España.[11]
  - San Francisco. Museo de Cádiz.[11]
  - Ángel de la Guardia. Museo de Cádiz. Realizado con el mismo tema de un cuadro de Murillo para el convento de los Capuchinos de Sevilla.[11]
  - Padre Eterno. Museo de Cádiz. Era el cuadro situado en la parte superior del retablo.[12]
- San José con el Niño. Museo de Bellas Artes de Sevilla.[13]
- San José con el Niño. Museo de Arte de Baltimore. Estados Unidos.[12]
- San Juan Bautista niño. Museo de Bellas Artes de Sevilla.[14]
- San Cirilo de Alejandría en el concilio de Éfeso. Museo de Bellas Artes de Sevilla.[15]
- C. 1685. San Miguel Arcángel. Hospital de la Caridad de Sevilla.
- 1692. San Nicolás de Bari. Museo de Bellas Artes de Sevilla.[16]
- 1696. Virgen de los Reyes. Museo de Valladolid.[17]
- Virgen de los Dolores. Convento de la Encarnación de Osuna.[18]
- Aparición de la Virgen a san Pedro Nolasco. Museo de Bellas Artes de Sevilla.[18]
- Cristo Salvador del Mundo. Museo de la Universidad Bob Jones. Greenville, Carolina del Sur. Estados Unidos.[19]

Son obras de atribución dudosa las siguientes:
- Ocho lienzos con la vida de santa Rosa de Lima para el hospital de la Caridad de Sevilla:
  - Nacimiento de santa Rosa.[20]
  - Santa Rosa de Lima rechazando a un pretendiente.[20]
  - La imposición del hábito dominico a santa Rosa.[21]
  - Santa Rosa con el Niño Jesús.[21]
  - Tentaciones de santa Rosa.[21]
  - La Virgen y el Niño apareciéndose a santa Rosa.[21]
  - Santa Rosa atendida en su agonía.[21]
  - Muerte de santa Rosa.[22]
- San Francisco recibiendo los estigmas. Museo de Cádiz.[22]
- Inmaculada Concepción. Museo de Cádiz.[22]

Son obras realizadas autor, pero en paradero desconocido:
- Una lámina de Nuestra Señora.
- Una lámina de san José.
- San Sebastián con un ángel sacándole las flechas.
- Magdalena con dos angelitos.
- Bautismo de san Juan.
- Cuatro cuadros de Cristo crucificado.
- Inmaculada Concepción. Donada a la Academia de Pintura en 1669.
- San Elías confortado por el ángel.
- San Felipe Neri.
- Niños.
- Presentación de la Virgen al templo.
- Cristo en la cruz.
- El Niño Jesús meditando bajo la cruz.
- Dos cuadros de la Anunciación.
- La huida a Egipto.
- San Ildefonso.
- La Virgen de la Concha (Reposo en Egipto).
- Nacimiento de san Juan Bautista.
- Dos cuadros de la Sagrada Familia.
- San Francisco de Paula.
- San Pedro.
- San Pablo.
- El Niño Jesús.
- La Virgen y el Niño Jesús en la gloria.
- Visión de un santo.
- San Francisco en el desierto.
- Virgen del Rosario.
- Desposorios.
- Santa Clara.
- Santa Isabel.
- Dos cuadros de la Inmaculada Concepción.
- Virgen de Belén.
- Santo Tomás.
- Tres cuadros de la Virgen del Carmen.
- San Juan Bautista.
- San José con el Niño en sus brazos.
- Cuatro cuadros de santa Rosa.
- Dos cuadros de san José.
- Santa Rosalía.
- María Magdalena.
- San Agustín.
- Doctores y patriarcas adorando al Santísimo Sacramento.
- Jesús orando en el Huerto de los Olivos.
- La Virgen.
- Santa Ana enseñando a la Virgen.
- La Virgen apareciéndose a san Cayetano.
- Muerte de un ermitaño.
- El Juicio Final.
- Dos cuadros de la Asunción.
- San Sebastián.
- Santa Rosa de Viterbo.
- Virgen del Carmen. Atribución. Podría haber sido realizada por Murillo.
- San Antonio.
- San Antonio con el Niño.
- San José con el Niño.
- San Francisco.
- San Juan Bautista niño.
- Cuadro con san Joaquín, santa Ana, san Miguel, san Rafael y el Padre Eterno.
- San Agustín triunfante de la herejía.
- Dos cuadros de la Virgen con el Niño.
- San Francisco recibiendo los estigmas.
- El Niño Jesús apareciéndose a san Antonio.
- Retrato del Venerable Contreras.
- Grupo de una liebre y aves muertas.
- Grupo de peces y aves muertas.
- San Pedro en meditación.